# Mikoyan-Gurevich I-75
Mikoyan-Gurevich I-75 là một mẫu máy bay chiến đấu thử nghiệm của Liên Xô được phát triển cuối thập kỷ 1950. Nó được đưa ra để cạnh tranh với mẫu Sukhoi T-431 trong việc sản xuất hàng loạt.

## Lịch sử
Mẫu máy bay này giữ lại cánh của I-7U và thiết kế ra-đa Bão to 5 với phạm vi cảnh giới 30 km, và trang bị tên lửa không đối không Kaliningrad K-8, I-75 bay thử lần đầu tiên vào 28 tháng 4-1958. Động cơ là loại Lyulka AL-7F-1 có lực đẩy là 6.240 kg và 9.215 kg với nhiên liệu phụ trội, I-75 bay 5 lần trước khi được trang bị loại ra-đa Bão to 5B vào 15 tháng 5. Việc thử nghiệm được tiếp tục vào 25 tháng 12-1958. Dù I-75 trình diễn một hiệu suất hiếm có, mẫu thử nghiệm này chỉ bay có 18 lần sau khi tiếp tục lại chương trình thử nghiệm, chương trình này hoàn thành và 11 tháng 5-1959 với quyết định chấp nhận cạnh tranh với Sukhoi T-431  trong giành quyền sản xuất hàng loạt (như Su-9).

## Thông số kỹ thuật

### Đặc điểm riêng
- Phi đoàn: 1
- Chiều dài: 18.27 m
- Sải cánh: 9.98 m
- Chiều cao: N/A
- Diện tích cánh: 31.90 m²
- Trọng lượng rỗng: 8.274 kg
- Trọng lượng cất cánh: 10.950 kg
- Động cơ: 1x Lyulka AL-7F-1 có lực đẩy là 6.240 kg và 9.215 kg với nhiên liệu phụ trội

### Hiệu suất bay
- Vận tốc cực đại: 2.050 km/h
- Tầm bay: 1.470 km
- Trần bay: N/A

### Vũ khí
- 2x tên lửa không đối không Kaliningrad K-8

## Nội dung liên quan
MiG Ye-4 - MiG Ye-5 - MiG Ye-50 - MiG I-7U - MiG SM-12 - MiG I-75 - MiG Ye-152A